# Leptogium philorheuma
Leptogium philorheuma är en lavart som beskrevs av F. Wilson. Leptogium philorheuma ingår i släktet Leptogium och familjen Collemataceae.   Inga underarter finns listade i Catalogue of Life.